# Glyphocassis spilota
Glyphocassis spilota is een keversoort uit de familie bladkevers (Chrysomelidae). De wetenschappelijke naam van de soort werd in 1885 gepubliceerd door Henry Stephen Gorham.